# Neoparlatoria formosana
Neoparlatoria formosana är en insektsart som beskrevs av Takahashi 1931. Neoparlatoria formosana ingår i släktet Neoparlatoria och familjen pansarsköldlöss. Inga underarter finns listade i Catalogue of Life.